# Алекси, Шерман
Шерман Алекси (англ. Sherman Alexie; род. 7 октября 1966, Веллпинит, США) — современный американский писатель, поэт и киносценарист индейского происхождения. Наиболее известен как автор сценария к фильму «Дымовые сигналы» (1998) и автобиографического романа «Абсолютно правдивый дневник индейца на полставки» (The Absolutely True Diary of a Part-Time Indian, 2007).

## Биография
Сын индейца спокан и матери, принадлежащей к народу кёр-д’ален, Алекси родился и вырос в индейской резервации Спокан в штате Вашингтон. В 18 лет покинул резервацию и поступил в колледж при Университете Гонзага в Спокане, Вашингтон. Два года спустя он перевёлся в Университет штата Вашингтон в Пулмане, где один из его преподавателей, Алекс Куо, убедил Алекси опубликовать свои стихи. Алекси продолжал посещать резервацию во время летних каникул, и впечатления детства и юности легли в основу всего его дальнейшего творчества.
В 1990 году его стихи начали появляться в журналах для ценителей изящной словесности. К 1993 году Алекси издал 4 книги и постепенно начал приобретать статус «голоса нового поколения индейских авторов» в литературных кругах. Его стихи появлялись на страницах Esquire и Vanity Fair. Настоящим прорывом для Алекси стала рецензия на его книгу The Business of Fancydancing, опубликованная в 1993 году в «Нью-Йорк Таймс», в которой критик Джеймс Кинкейд назвал его «одним из ведущих голосов современной лирической поэзии» («one of the major lyric voices of our time»).

### Романы
- Reservation Blues (1995)
- Indian Killer (1996)
- Flight (2007)
- The Absolutely True Diary of a Part-Time Indian (2007)

### Сборники рассказов
- The Lone Ranger and Tonto Fistfight in Heaven (1993)
- The Toughest Indian in the World (2001)
- Ten Little Indians (2003)
- War Dances (2009)
- Blasphemy: New and Selected Stories (2012)

### Стихи и малая проза
- The Business of Fancydancing (1992, сборник)
- I Would Steal Horses (1992, сборник стихов)
- First Indian on the Moon (1993, сборник)
- Old Shirts & New Skins (1993, сборник)
- Seven Mourning Songs for the Cedar Flute I Have Yet to Learn to Play (1994, поэма)
- Water Flowing Home (1995, сборник стихов)
- The Summer of Black Widows (1996, сборник стихов)
- The Man Who Loves Salmon (1998, сборник)
- One Stick Song (2000, сборник)
- My Architect (2004, поэма)
- Dangerous Astronomy (2005, сборник стихов)
- Face (2009, сборник)
- What I’ve Stolen, What I’ve Earned (2013, сборник)

### Другое
- Smoke Signals (1998) — киносценарий

### В соавторстве
- Edge Walking on the Western Rim: New Works (1994, сборник рассказов)
- Left Bank #6: Kids' Stuff (1994, сборник)
- Tales Out of School: Contemporary Writers on Their Student Years (2000, сборник эссе)
- Home Field: Writers Remember Baseball (2010, сборник эссе)
- Selected Shorts: New American Stories (2012, аудиокнига; читает рассказ Breaking and Entering)

### Принимал участие в создании
- Scribner’s Best of the Fiction Workshops 1999 (1999, сборник рассказов начинающих авторов) — редактор
- Prize Stories 1999: The O. Henry Awards (1999, сборник рассказов) — входил в жюри
- Ploughshares Winter 2000-01: Stories and Poems (2000, сборник стихов и рассказов) — редактор
- Tell the World (2008, сборник стихов молодых поэтов) — автор предисловия